# Jan de Vries (roadracingförare)
För andra betydelser, se Jan de Vries (olika betydelser).
Jan de Vries, född 5 januari 1944 i Sint-Jacobiparochie i Friesland, död 14 januari 2021 i Purmerend i Noord-Holland, var en nederländsk roadracingförare. de Vries vann VM i 50GP 1971 och 1973. Han var också den förste världsmästaren i roadracing från Nederländerna.

## Galleri

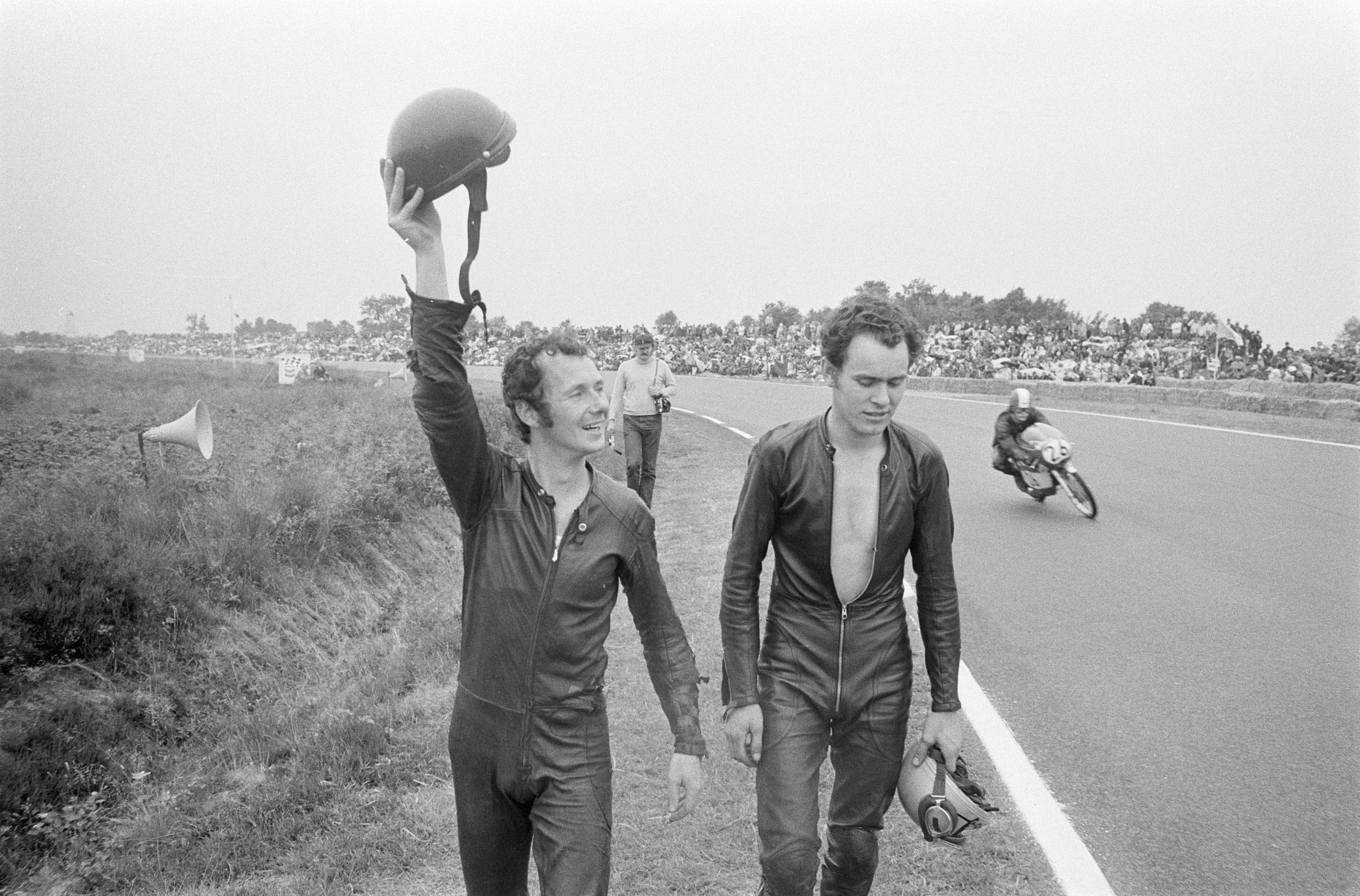
Jan de Vries efter en krasch i Assen, tillsammans med Henk van Kessel.
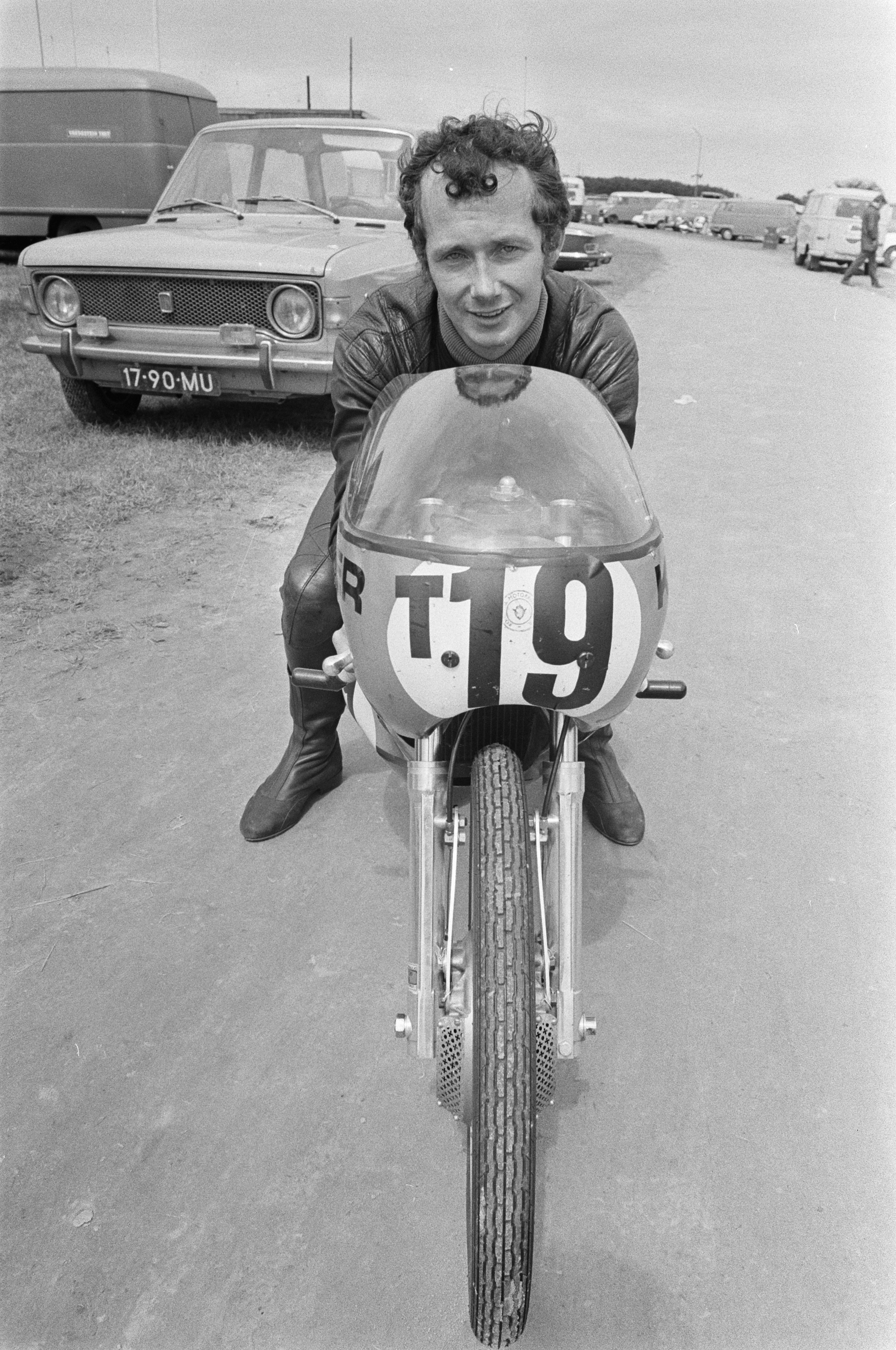
Jan de Vries på sin 50cc racer 1971.
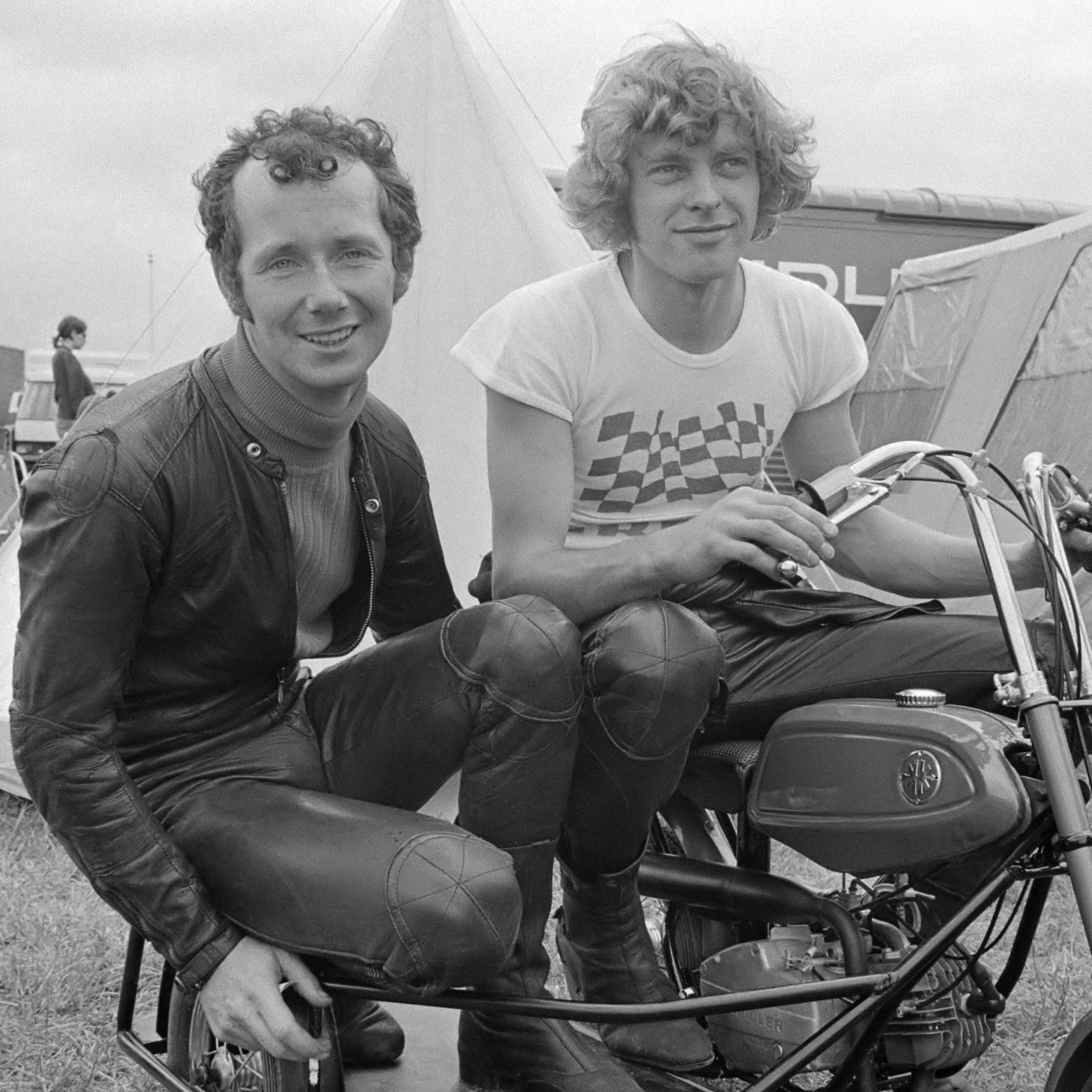
Jan de Vries och Jos Schurgers 1971.
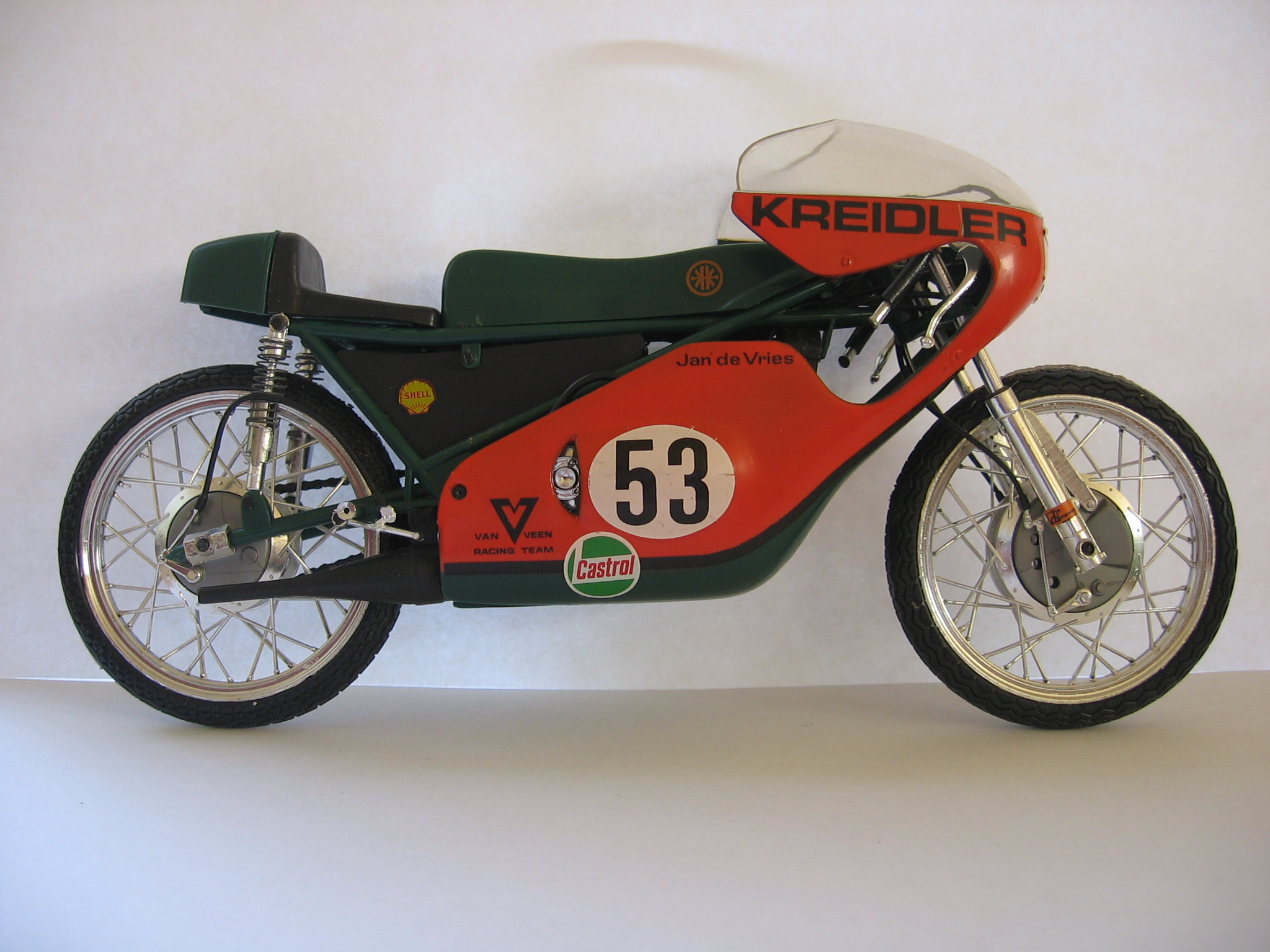
Kreidler 50cc racer.

## Segrar 50GP
| Nr | Grand Prix   | År   |
| -- | ------------ | ---- |
| 1  | Italien      | 1970 |
| 2  | Österrike    | 1971 |
| 3  | Västtyskland | 1971 |
| 4  | Belgien      | 1971 |
| 5  | Italien      | 1971 |
| 6  | Spanien      | 1971 |
| 7  | Västtyskland | 1972 |
| 8  | Italien      | 1972 |
| 9  | Sverige      | 1972 |
| 10 | Italien      | 1973 |
| 11 | Jugoslavien  | 1973 |
| 12 | Belgien      | 1973 |
| 13 | Sverige      | 1973 |
| 14 | Spanien      | 1973 |